# 裁判の迅速化に関する法律
裁判の迅速化に関する法律（さいばんのじんそくかにかんするほうりつ、平成15年7月16日法律第107号）は、裁判の迅速化に関する日本の法律である。

## 概要
司法を通じて権利利益が適切に実現されることその他の求められる役割を司法が十全に果たすために公正かつ適正で充実した手続の下で裁判が迅速に行われることが不可欠であること、内外の社会経済情勢等の変化に伴い、裁判がより迅速に行われることについての国民の要請にこたえることが緊要となっていること等にかんがみ、裁判の迅速化に関し、その趣旨、国の責務その他の基本となる事項を定めることにより、第一審の訴訟手続をはじめとする裁判所における手続全体の一層の迅速化を図り、もって国民の期待にこたえる司法制度の実現に資することを目的とする（1条）。全8条。

## 構成
- 第1条（目的）
- 第2条（裁判の迅速化）

第1項において｢第一審の訴訟手続については二年以内のできるだけ短い期間内にこれを終局させ、その他の裁判所における手続についてもそれぞれの手続に応じてできるだけ短い期間内にこれを終局させること｣を目標として明示している。
- 第3条（国の責務）
- 第4条（法制上の措置等）
- 第5条（日本弁護士連合会の責務）
- 第6条（裁判所の責務）
- 第7条（当事者等の責務）
- 第8条（最高裁判所による検証）